# Cafe Sułtan
Cafe Sułtan – dziewiąty album polskiego wykonawcy poezji śpiewanej Grzegorza Turnaua, wydany w 2004 roku przez Pomaton EMI. Zawiera utwory napisane przez Jeremiego Przyborę i Jerzego Wasowskiego. Jedynie muzyka do tekstu Jeremiego Przybory "List do jedzącej Eurydyki", prawdopodobnie jego ostatniej piosenki, nie jest autorstwa twórców Kabaretu Starszych Panów – skomponował ją Seweryn Krajewski. Album nagrywano od 14 czerwca do 7 sierpnia 2004 roku, w Studio Nieustraszonych Łowców Dźwięków w Krakowie. Orkiestrę smyczkową w utworze "Pejzaż bez ciebie" zarejestrowano 7 lipca 2004 w Filharmonii Pomorskiej w Bydgoszczy.

## Lista utworów
Wszystkie teksty autorstwa Jermiego Przybory, muzyka (poza "Listem do jedzącej Eurydyki" autorstwa Seweryna Krajewskiego) skomponowana przez Jerzego Wasowskiego.
| 1.  | "W kawiarence "Sułtan"                          | 4:14  |
|     | - oryg. wyk. – Kalina Jędrusik                  |       |
| 2.  | "Zostań ze mną"                                 | 3:00  |
|     | - oryg. wyk. – Magda Umer                       |       |
| 3.  | "Przeprowadzka"                                 | 2:12  |
|     | - oryg. wyk. - Jeremi Przybora i Jerzy Wasowski |       |
| 4.  | "Stacyjka Zdrój"                                | 3:19  |
|     | - oryg. wyk. - Kalina Jędrusik                  |       |
| 5.  | "O Kutno!"                                      | 2:57  |
|     | - oryg. wyk. - Bronisław Pawlik                 |       |
| 6.  | "Średnie miasta"                                | 2:27  |
|     | - oryg. wyk. - Jeremi Przybora                  |       |
| 7.  | "Pod twoim oknem"                               | 3:23  |
|     | - oryg. wyk. – Wiesław Michnikowski             |       |
| 8.  | "Natalia"                                       | 2:14  |
|     | - oryg. wyk. - Jeremi Przybora                  |       |
| 9.  | "Moja dziewuszka nie ma serduszka"              | 2:33  |
|     | - oryg. wyk. – Wiesław Gołas                    |       |
| 10. | "Jesienna Dziewczyna"                           | 3:54  |
|     | - oryg. wyk. - Kalina Jędrusik                  |       |
| 11. | "Idę cienistą stroną ulicy"                     | 4:08  |
|     | - oryg. wyk. - Jeremi Przybora                  |       |
| 12. | "Śmierć ptaka"                                  | 4:23  |
|     | - oryg. wyk. - Magda Umer                       |       |
| 13. | "Pejzaż bez ciebie"                             | 5:34  |
|     | - oryg. wyk. – Hanna Banaszak                   |       |
| 14. | "Zmierzch"                                      | 3:03  |
|     | - oryg. wyk. - Kalina Jędrusik                  |       |
| 15. | "List do jedzącej Eurydyki"                     | 3:47  |
|     |                                                 |       |
|     |                                                 | 51:08 |
|     |                                                 |       |

## Twórcy
- Grzegorz Turnau - śpiew, fortepian Yamaha GT, Rhodes piano, akordeon
- Maryna Barfuss – flet
- Sławomir Berny – instrumenty perkusyjne, perkusja (7, 15)
- Cezary Konrad – perkusja
- Jacek Królik – gitary
- Robert Kubiszyn – kontrabas, gitara basowa
- Tomasz Kukurba – skrzypce, altówka
- Robert Majewski – trąbka, fluegelhorn
- Magda Pluta – wiolonczela
- Michał Półtorak – skrzypce (15)
- Leszek Szczerba – saksofony, klarnet

- Ze specjalnym udziałem Kota Przybory (3)

- Orkiestra "Pro Arte" pod dyrekcją Michała Nesterowicza (13)